# 半次元
半次元是字节跳动旗下王耀网络运营的一个定位于二次元爱好者的用户生成内容分享互动社区，成立于2014年，主要提供以Cosplay、文字、绘画等原创作品的发布与社群交流服务，用户可能网页版和客户端APP（支持Android和iOS系统）访问半次元社区。
2023年6月12日，半次元宣布将于7月12日起停止运营。2023年7月12日，半次元网站正式停止服务。

## 历史
2014年6月25日，为了庆祝《最终幻想14》国服正式运营，半次元社区联合游戏运营方盛大游戏，举办了最终幻想绘画大赏暨《最终幻想14》官方绘画比赛。
2018年3月，半次元中国大陆独家引进4月的春季动画《银河英雄传说 全新命题》。

## 融资
2014年7月，半次元获得了来自创新工场、正时资本的数百万美元天使轮投资。
2015年，半次元获得了来自联创永宣的数千万元A轮投资。
2018年2月7日，36氪独家报道了今日头条收购以Cosplay和手绘为主的UGC社区半次元的新闻，而经查证半次元运营主体杭州王耀网络确实已于1月22日办理了工商资料变更登记手续。根据工商登记资料显示，杭州王耀网络的股东变更为北京闪星科技有限公司，法定代表人则由半次元创始人王伟变更为张利东。北京闪星科技是字节跳动的全资子公司，而张利东则是今日头条的合伙人兼高级副总裁。